# Grand Prix Argentyny 1998
Grand Prix Argentyny 1998 – trzecia runda Mistrzostw Świata Formuły 1 w sezonie 1998.

## Lista startowa
| Nr | Kierowca              | Zespół                       | Samochód       | Silnik                | Opony |
| -- | --------------------- | ---------------------------- | -------------- | --------------------- | ----- |
| 1  | Jacques Villeneuve    | Winfield Williams            | Williams FW20  | Mecachrome 3,0l V10   | G     |
| 2  | Heinz-Harald Frentzen | Winfield Williams            | Williams FW20  | Mecachrome 3,0l V10   | G     |
| 3  | Michael Schumacher    | Scuderia Ferrari Marlboro    | Ferrari F300   | Ferrari 3,0l V10      | G     |
| 4  | Eddie Irvine          | Scuderia Ferrari Marlboro    | Ferrari F300   | Ferrari 3,0l V10      | G     |
| 5  | Giancarlo Fisichella  | Mild Seven Benetton Playlife | Benetton B198  | Playlife 3,0l V10     | B     |
| 6  | Alexander Wurz        | Mild Seven Benetton Playlife | Benetton B198  | Playlife 3,0l V10     | B     |
| 7  | David Coulthard       | West McLaren Mercedes        | McLaren MP4-13 | Mercedes 3,0l V10     | B     |
| 8  | Mika Häkkinen         | West McLaren Mercedes        | McLaren MP4-13 | Mercedes 3,0l V10     | B     |
| 9  | Damon Hill            | Benson & Hedges Jordan       | Jordan 198     | Mugen-Honda 3,0l V10  | G     |
| 10 | Ralf Schumacher       | Benson & Hedges Jordan       | Jordan 198     | Mugen-Honda 3,0l V10  | G     |
| 11 | Olivier Panis         | Gauloises Prost Peugeot      | Prost AP01     | Peugeot 3,0l V10      | B     |
| 12 | Jarno Trulli          | Gauloises Prost Peugeot      | Prost AP01     | Peugeot 3,0l V10      | B     |
| 14 | Jean Alesi            | Red Bull Sauber Petronas     | Sauber C17     | Petronas 3,0l V10     | G     |
| 15 | Johnny Herbert        | Red Bull Sauber Petronas     | Sauber C17     | Petronas 3,0l V10     | G     |
| 16 | Pedro Diniz           | Danka Zepter Arrows          | Arrows A19     | Arrows 3,0l V10       | B     |
| 17 | Mika Salo             | Danka Zepter Arrows          | Arrows A19     | Arrows 3,0l V10       | B     |
| 18 | Rubens Barrichello    | HSBC Stewart Ford            | Stewart SF2    | Ford Zetec-R 3,0l V10 | B     |
| 19 | Jan Magnussen         | HSBC Stewart Ford            | Stewart SF2    | Ford Zetec-R 3,0l V10 | B     |
| 20 | Ricardo Rosset        | PIAA Tyrrell                 | Tyrrell 026    | Ford Zetec-R 3,0l V10 | G     |
| 21 | Toranosuke Takagi     | PIAA Tyrrell                 | Tyrrell 026    | Ford Zetec-R 3,0l V10 | G     |
| 22 | Shinji Nakano         | Fondmetal Minardi Team       | Minardi M198   | Ford Zetec-R 3,0l V10 | B     |
| 23 | Esteban Tuero         | Fondmetal Minardi Team       | Minardi M198   | Ford Zetec-R 3,0l V10 | B     |
| Nr | Kierowca              | Zespół                       | Samochód       | Silnik                | Opony |

## Wyniki

### Kwalifikacje
| P  | Nr | Kierowca              | Konstruktor(-silnik) | Opony | Czas     | Odstęp   | Strata   |
| -- | -- | --------------------- | -------------------- | ----- | -------- | -------- | -------- |
| 1  | 7  | David Coulthard       | McLaren-Mercedes     | B     | 1:25.852 | -        | -        |
| 2  | 3  | Michael Schumacher    | Ferrari              | G     | 1:26.251 | 0:00.399 | 0:00.399 |
| 3  | 8  | Mika Häkkinen         | McLaren-Mercedes     | B     | 1:26.632 | 0:00.381 | 0:00.780 |
| 4  | 4  | Eddie Irvine          | Ferrari              | G     | 1:26.780 | 0:00.148 | 0:00.928 |
| 5  | 10 | Ralf Schumacher       | Jordan-Mugen-Honda   | G     | 1:26.827 | 0:00.047 | 0:00.975 |
| 6  | 2  | Heinz-Harald Frentzen | Williams-Mecachrome  | G     | 1:26.876 | 0:00.049 | 0:01.024 |
| 7  | 1  | Jacques Villeneuve    | Williams-Mecachrome  | G     | 1:26.941 | 0:00.065 | 0:01.089 |
| 8  | 6  | Alexander Wurz        | Benetton-Playlife    | B     | 1:27.198 | 0:00.257 | 0:01.346 |
| 9  | 9  | Damon Hill            | Jordan-Mugen-Honda   | G     | 1:27.483 | 0:00.285 | 0:01.631 |
| 10 | 5  | Giancarlo Fisichella  | Benetton-Playlife    | B     | 1:27.836 | 0:00.353 | 0:01.984 |
| 11 | 14 | Jean Alesi            | Sauber-Petronas      | G     | 1:27.839 | 0:00.003 | 0:01.987 |
| 12 | 15 | Johnny Herbert        | Sauber-Petronas      | G     | 1:28.016 | 0:00.177 | 0:02.164 |
| 13 | 21 | Toranosuke Takagi     | Tyrrell-Ford         | G     | 1:28.811 | 0:00.795 | 0:02.959 |
| 14 | 18 | Rubens Barrichello    | Stewart-Ford         | B     | 1:29.249 | 0:00.438 | 0:03.397 |
| 15 | 11 | Olivier Panis         | Prost-Peugeot        | B     | 1:29.320 | 0:00.071 | 0:03.468 |
| 16 | 12 | Jarno Trulli          | Prost-Peugeot        | B     | 1:29.352 | 0:00.032 | 0:03.500 |
| 17 | 17 | Mika Salo             | Arrows               | B     | 1:29.617 | 0:00.265 | 0:03.765 |
| 18 | 16 | Pedro Diniz           | Arrows               | B     | 1:30.022 | 0:00.405 | 0:04.170 |
| 19 | 22 | Shinji Nakano         | Minardi-Ford         | B     | 1:30.054 | 0:00.032 | 0:04.202 |
| 20 | 23 | Esteban Tuero         | Minardi-Ford         | B     | 1:30.158 | 0:00.104 | 0:04.306 |
| 21 | 20 | Ricardo Rosset        | Tyrrell-Ford         | G     | 1:30.437 | 0:00.279 | 0:04.585 |
| 22 | 19 | Jan Magnussen         | Stewart-Ford         | B     | 1:31.178 | 0:00.741 | 0:05.326 |
| P  | Nr | Kierowca              | Konstruktor(-silnik) | Opony | Czas     | Odstęp   | Strata   |

### Wyścig
| P                 | Nr | Kierowca | Konstruktor           | Opony               | Okr. | Czas / Strata | Komentarz              |                      |
| ----------------- | -- | -------- | --------------------- | ------------------- | ---- | ------------- | ---------------------- | -------------------- |
| 1                 |    | 3        | Michael Schumacher    | Ferrari             | G    | 72            | 1h48m36s175            |                      |
| 2                 |    | 8        | Mika Häkkinen         | McLaren-Mercedes    | B    | 72            | 1h48m59s073(+0:22.898) |                      |
| 3                 |    | 4        | Eddie Irvine          | Ferrari             | G    | 72            | 1h49m33s920(+0:57.745) |                      |
| 4                 |    | 6        | Alexander Wurz        | Benetton-Playlife   | B    | 72            | 1h49m44s309(+1:08.134) |                      |
| 5                 |    | 14       | Jean Alesi            | Sauber-Petronas     | G    | 72            | 1h49m54s461(+1:18.286) |                      |
| 6                 |    | 7        | David Coulthard       | McLaren-Mercedes    | B    | 72            | 1h49m55s926(+1:19.751) |                      |
| 7                 |    | 5        | Giancarlo Fisichella  | Benetton-Playlife   | B    | 72            | 1h50m04s612(+1:28.437) |                      |
| 8                 |    | 9        | Damon Hill            | Jordan-Mugen-Honda  | G    | 71            | - 1 okr.               |                      |
| 9                 |    | 2        | Heinz-Harald Frentzen | Williams-Mecachrome | G    | 71            | - 1 okr.               |                      |
| 10                |    | 18       | Rubens Barrichello    | Stewart-Ford        | B    | 70            | - 2 okr.               |                      |
| 11                |    | 12       | Jarno Trulli          | Prost-Peugeot       | B    | 70            | - 2 okr.               |                      |
| 12                |    | 21       | Toranosuke Takagi     | Tyrrell-Ford        | G    | 70            | - 2 okr.               |                      |
| 13                |    | 22       | Shinji Nakano         | Minardi-Ford        | B    | 69            | - 3 okr.               |                      |
| 14                |    | 20       | Ricardo Rosset        | Tyrrell-Ford        | G    | 68            | - 4 okr.               |                      |
| 15                |    | 11       | Olivier Panis         | Prost-Peugeot       | B    | 65            | - 7 okr.               | silnik               |
| Niesklasyfikowani |    |          |                       |                     |      |               |                        |                      |
|                   |    | 23       | Esteban Tuero         | Minardi-Ford        | B    | 63            | - 9 okr.               | poślizg              |
|                   |    | 1        | Jacques Villeneuve    | Williams-Mecachrome | G    | 52            | - 20 okr.              | kolizja              |
|                   |    | 15       | Johnny Herbert        | Sauber-Petronas     | G    | 46            | - 26 okr.              | kolizja              |
|                   |    | 10       | Ralf Schumacher       | Jordan-Mugen-Honda  | G    | 22            | - 50 okr.              | zawieszenie          |
|                   |    | 17       | Mika Salo             | Arrows              | B    | 18            | - 54 okr.              | skrzynia biegów      |
|                   |    | 19       | Jan Magnussen         | Stewart-Ford        | B    | 17            | - 55 okr.              | przeniesienie napędu |
|                   |    | 16       | Pedro Diniz           | Arrows              | B    | 13            | - 59 okr.              | skrzynia biegów      |
| P                 | Nr | Kierowca | Konstruktor           | Opony               | Okr. | Czas / Strata | Komentarz              |                      |

### Najszybsze okrążenia
| P  | Nr | Kierowca              | Konstruktor         | Opony | Okr. | Czas     | Odstęp   | Strata   |
| -- | -- | --------------------- | ------------------- | ----- | ---- | -------- | -------- | -------- |
| 1  | 6  | Alexander Wurz        | Benetton-Playlife   | B     | 39   | 1:28.179 | -        | -        |
| 2  | 8  | Mika Häkkinen         | McLaren-Mercedes    | B     | 32   | 1:28.261 | 0:00.082 | 0:00.082 |
| 3  | 3  | Michael Schumacher    | Ferrari             | G     | 53   | 1:28.272 | 0:00.011 | 0:00.093 |
| 4  | 7  | David Coulthard       | McLaren-Mercedes    | B     | 58   | 1:28.468 | 0:00.196 | 0:00.289 |
| 5  | 5  | Giancarlo Fisichella  | Benetton-Playlife   | B     | 70   | 1:28.507 | 0:00.039 | 0:00.328 |
| 6  | 4  | Eddie Irvine          | Ferrari             | G     | 27   | 1:28.933 | 0:00.426 | 0:00.754 |
| 7  | 14 | Jean Alesi            | Sauber-Petronas     | G     | 45   | 1:29.000 | 0:00.067 | 0:00.821 |
| 8  | 11 | Olivier Panis         | Prost-Peugeot       | B     | 58   | 1:29.201 | 0:00.201 | 0:01.022 |
| 9  | 9  | Damon Hill            | Jordan-Mugen-Honda  | G     | 48   | 1:29.310 | 0:00.109 | 0:01.131 |
| 10 | 2  | Heinz-Harald Frentzen | Williams-Mecachrome | G     | 37   | 1:29.592 | 0:00.282 | 0:01.413 |
| 11 | 1  | Jacques Villeneuve    | Williams-Mecachrome | G     | 25   | 1:29.694 | 0:00.102 | 0:01.515 |
| 12 | 15 | Johnny Herbert        | Sauber-Petronas     | G     | 30   | 1:29.857 | 0:00.163 | 0:01.678 |
| 13 | 18 | Rubens Barrichello    | Stewart-Ford        | B     | 36   | 1:30.408 | 0:00.551 | 0:02.229 |
| 14 | 12 | Jarno Trulli          | Prost-Peugeot       | B     | 25   | 1:30.876 | 0:00.468 | 0:02.697 |
| 15 | 23 | Esteban Tuero         | Minardi-Ford        | B     | 27   | 1:30.992 | 0:00.116 | 0:02.813 |
| 16 | 21 | Toranosuke Takagi     | Tyrrell-Ford        | G     | 42   | 1:31.057 | 0:00.065 | 0:02.878 |
| 17 | 22 | Shinji Nakano         | Minardi-Ford        | B     | 36   | 1:31.168 | 0:00.111 | 0:02.989 |
| 18 | 10 | Ralf Schumacher       | Jordan-Mugen-Honda  | G     | 17   | 1:31.541 | 0:00.373 | 0:03.362 |
| 19 | 17 | Mika Salo             | Arrows              | B     | 12   | 1:32.519 | 0:00.978 | 0:04.340 |
| 20 | 19 | Jan Magnussen         | Stewart-Ford        | B     | 16   | 1:32.808 | 0:00.289 | 0:04.629 |
| 21 | 20 | Ricardo Rosset        | Tyrrell-Ford        | G     | 43   | 1:33.091 | 0:00.283 | 0:04.912 |
| 22 | 16 | Pedro Diniz           | Arrows              | B     | 8    | 1:33.350 | 0:00.259 | 0:05.171 |
| P  | Nr | Kierowca              | Konstruktor         | Opony | Okr  | Czas     | Odstęp   | Strata   |

## Klasyfikacja po wyścigu

### Kierowcy
| P                 | +/− | Kierowca              | Starty | Punkty | P1 | P2 | P3 | PP | NO | NS |
| ----------------- | --- | --------------------- | ------ | ------ | -- | -- | -- | -- | -- | -- |
| 1                 | 0   | Mika Häkkinen         | 3      | 26     | 2  | 1  | -  | 2  | 2  | -  |
| 2                 | +2  | Michael Schumacher    | 3      | 14     | 1  | -  | 1  | -  | -  | 1  |
| 3                 | −-1 | David Coulthard       | 3      | 13     | -  | 2  | -  | 1  | -  | -  |
| 4                 | +2  | Eddie Irvine          | 3      | 7      | -  | -  | 1  | -  | -  | -  |
| 5                 | −-2 | Heinz-Harald Frentzen | 3      | 6      | -  | -  | 1  | -  | -  | -  |
| 6                 | −-1 | Alexander Wurz        | 3      | 6      | -  | -  | -  | -  | 1  | -  |
| 7                 | 0   | Jacques Villeneuve    | 3      | 2      | -  | -  | -  | -  | -  | 1  |
| 8                 | +3  | Jean Alesi            | 3      | 2      | -  | -  | -  | -  | -  | 1  |
| 9                 | 0   | Giancarlo Fisichella  | 3      | 1      | -  | -  | -  | -  | -  | 1  |
| 10                | −-2 | Johnny Herbert        | 3      | 1      | -  | -  | -  | -  | -  | 1  |
| 11                | −-1 | Damon Hill            | 3      | -      | -  | -  | -  | -  | -  | 1  |
| 12                | N   | Rubens Barrichello    | 3      | -      | -  | -  | -  | -  | -  | 2  |
| 13                | −-1 | Jan Magnussen         | 3      | -      | -  | -  | -  | -  | -  | 2  |
| 14                | N   | Jarno Trulli          | 3      | -      | -  | -  | -  | -  | -  | 2  |
| 15                | N   | Toranosuke Takagi     | 3      | -      | -  | -  | -  | -  | -  | 2  |
| 16                | N   | Shinji Nakano         | 3      | -      | -  | -  | -  | -  | -  | 2  |
| 17                | N   | Ricardo Rosset        | 3      | -      | -  | -  | -  | -  | -  | 2  |
| 18                | N   | Olivier Panis         | 3      | -      | -  | -  | -  | -  | -  | 2  |
| Niesklasyfikowani |     |                       |        |        |    |    |    |    |    |    |
|                   |     | Ralf Schumacher       | 3      | -      | -  | -  | -  | -  | -  | 3  |
|                   |     | Pedro Diniz           | 3      | -      | -  | -  | -  | -  | -  | 3  |
|                   |     | Mika Salo             | 3      | -      | -  | -  | -  | -  | -  | 3  |
|                   |     | Esteban Tuero         | 3      | -      | -  | -  | -  | -  | -  | 3  |
| P                 | +/− | Kierowca              | Starty | Punkty | P1 | P2 | P3 | PP | NO | NS |

### Konstruktorzy
| P                 | +/− | Konstruktor         | Starty | Punkty | P1 | P2 | P3 | PP | NO | NS |
| ----------------- | --- | ------------------- | ------ | ------ | -- | -- | -- | -- | -- | -- |
| 1                 | 0   | McLaren-Mercedes    | 6      | 39     | 2  | 3  | -  | 3  | 2  | -  |
| 2                 | +1  | Ferrari             | 6      | 21     | 1  | -  | 2  | -  | -  | 1  |
| 3                 | −-1 | Williams-Mecachrome | 6      | 8      | -  | -  | 1  | -  | -  | 1  |
| 4                 | 0   | Benetton-Playlife   | 6      | 7      | -  | -  | -  | -  | 1  | 1  |
| 5                 | 0   | Sauber-Petronas     | 6      | 3      | -  | -  | -  | -  | -  | 2  |
| 6                 | 0   | Jordan-Mugen-Honda  | 6      | -      | -  | -  | -  | -  | -  | 4  |
| 7                 | 0   | Stewart-Ford        | 6      | -      | -  | -  | -  | -  | -  | 4  |
| 8                 | N   | Prost-Peugeot       | 6      | -      | -  | -  | -  | -  | -  | 4  |
| 9                 | N   | Tyrrell-Ford        | 6      | -      | -  | -  | -  | -  | -  | 4  |
| 10                | N   | Minardi-Ford        | 6      | -      | -  | -  | -  | -  | -  | 5  |
| Niesklasyfikowani |     |                     |        |        |    |    |    |    |    |    |
|                   |     | Arrows              | 6      | -      | -  | -  | -  | -  | -  | 6  |
| P                 | +/− | Konstruktor         | Starty | Punkty | P1 | P2 | P3 | PP | NO | NS |